# قطعنامه ۱۱۴۸ شورای امنیت
قطعنامه ۱۱۴۸ شورای امنیت سازمان ملل متحد که در تاریخ ۲۶ ژانویه ۱۹۹۸ تصویب شد، سندی بین‌المللی دربارهٔ بررسی وضعیت صحرای غربی است. این قطعنامه طی نشست ۳۸۴۹ام با ۱۵ رای موافق، ۰ مخالف و ۰ ممتنع تصویب شد.